# Anne Neville
Anne Neville (11 tháng 6, 1456 đến 16 tháng 3, 1485) là Vương hậu của Vương quốc Anh với tư cách là vợ của Richard III của Anh, người đã phế truất người cháu Edward V của Anh để tự lập làm vua. Trước đó, theo sự sắp đặt của cha mình Warwick, Kẻ Buôn Vua, Anne đã kết hôn với Edward xứ Westminster, Thân vương xứ Wales, vì vậy bà còn là Vương phi xứ Wales, trở thành Vương phi xứ Wales thứ hai trong lịch sử sau Joan xứ Kent.
Xuất thân từ dòng họ Neville cùng với vị thế là con gái của 「The Kingmaker」, Anne Neville có vai trò mấu chốt trong thời kì Chiến tranh Hoa Hồng. Khi Warwick phật lòng với Edward IV của Anh việc nhà vua cưới Elizabeth Woodville, Warwick đã gả Anne cho Edward của Westminster, con trai của Henry VI của Anh và Marguerite xứ Anjou, Vương hậu Anh, dẫn đến giai đoạn tiếp theo của cuộc nội chiến.
Khi Edward của Westminster chết, bà tái hôn với Richard, Công tước xứ Gloucester, em trai của Edward IV và George, Công tước Clarence, người đã kết hôn với chị bà là Isabel. Sau khi Edward IV chết, Công tước Richard cướp quyền làm nhiếp chính cho vị vua trẻ tuổi, và sau đó ông đã tuyên bố hôn nhân giữa Edward IV và Elizabeth Woodville là không hợp lệ, dẫn đến xóa bỏ tư cách kết vị của Edward V. Bằng cách này, Richard trở thành Vua Richard III của Anh, và Anne trở thành Vương hậu. Bà qua đời khoảng 5 tháng trước khi Richard III bị giết trong Trận Bosworth. Ngay trong ngày bà mất, xuất hiện hiện tượng nhật thực, như một điềm báo trước cho cái chết của chồng bà.

## Thân thế
Anne Neville sinh ra trong Lâu đài Warwick, là con gái thứ hai của Richard Neville, Bá tước thứ 16 xứ Warwick và Anne Beauchamp, Nữ bá tước xứ thứ 16 Warwick. Gia tộc mà Anne được sinh ra, chính là đại gia tộc nhà Neville, một trong 2 thế lực lớn nhất phương Bắc nước Anh khi ấy bên cạnh nhà Percy. Ông nội của bà, Richard Neville, Bá tước thứ 5 xứ Salisbury là anh trai của Cecily Neville, Công tước phu nhân xứ York, vợ của Richard Plantagenet, Công tước thứ 3 xứ York, người là mẹ của Edward IV của Anh, George Plantagenet, Công tước thứ nhất xứ Clarence và Richard III của Anh. Cha bà, Richard Neville, khi ấy là một trong những quý tộc giàu có và có thế lực nhất nước Anh, là đồng minh đáng kể của nhà York trong Chiến tranh Hoa Hồng. Do đó, Anne Neville và chồng tương lai Quốc vương Richard III có quan hệ họ hàng khá gần gũi, không chỉ là về họ hàng mà còn là về vấn đề liên minh chính trị khách quan.
Mẹ của Anne là bà Anne Beauchamp, con gái út của Richard Beauchamp, Bá tước thứ 13 xứ Warwick. Bà Beauchamp thừa kế tước vị "Bá tước xứ Warwick" sau cái chết lần lượt của cha mình, em trai Henry Beauchamp cùng người cháu Anne de Beauchamp. Richard Neville, sau khi cưới Beauchamp nghiễm nhiên kế thừa tước vị Bá tước Warwick cùng với vợ, đây là do luật thừa kế tài sản của vợ mình được gọi là 「Jure uxoris」, và hai vợ chồng cùng là "Bá tước thứ 16 và Nữ Bá tước thứ 16 của Warwick", mà bà Beauchamp không phải chỉ là "Bà Bá tước" hay "Bá tước phu nhân" như thông thường, thể hiện rõ sự sở hữu gia tài và san sẻ tước vị cho chồng của bà Beauchamp.
Phần lớn thời niên thiếu của mình, Anne Neville sinh sống tại Lâu đài Middleham ở thung lũng Wensleydale, một trong những tài sản thừa kế của cha bà. Tại đây, bà cùng người chị gái, Isabel Neville, gặp gỡ hai người con trai thứ của Công tước Richard Plantagenet xứ York; chính là George và Richard.

## Các cuộc hôn nhân

### Với Edward xứ Wales

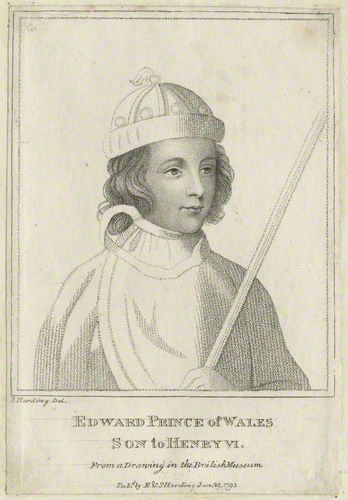
Edward, Thân vương xứ Wales. Người thừa kế nhà Lancaster.

Gia tộc Neville về cơ bản chỉ theo ủng hộ phe chiến thắng, cha của Anne - Bá tước Warwick - cùng ông nội - Bá tước Salisbury - về cơ bản ban đầu phục vụ Quốc vương Henry VI của nhà Lancaster. Và khi Edmund Beaufort, Công tước thứ 2 xứ Somerset giành quyền lực dựa vào sự sủng ái từ Henry VI cùng Vương hậu Marguerite xứ Anjou, Vương hậu Anh, Bá tước Warwick đành phải liên minh với Richard xứ York, Công tước thứ 3 xứ York, và ông ta chống đỡ liên minh York kể từ ấy. Về sau liên minh này còn gia tăng thêm cả Bá tước Salisbury, cha của Warwick, vì mâu thuẫn quyền lợi với nhà Percy. Và ngay khi phe nhà York đang thắng thế thì bất ngờ thất bại tại Trận Wakefield. Ngày 30 tháng 12 năm 1460, Công tước York bị xử tử, và Bá tước Salisbury cũng bị xét tội xử tử ngày hôm sau. Với sự giúp đỡ của Bá tước Warwick, con trai lớn nhất của Công tước là Edward xứ March lên ngôi Quốc vương nước Anh, tức Edward IV của Anh.
Sau sự lên ngôi của Edward IV vào năm 1461, Bá tước Warwick thừa hưởng cả gia tài của cha mình, nâng tổng trị giá thu nhập của ông là £7.000 hằng năm. Với trị giá bảng Anh khi ấy, chỉ vài chục đã là một con số lớn hơn gia trị giá bảng Anh hiện tại, cho nên với con số 7.000 này đã khiến Bá tước Warwick trở thành người đàn ông giàu có nhất nước Anh, chỉ thua mỗi Quốc vương. Lúc này Anne Neville chỉ mới 5 tuổi, đột nhiên trở thành một người con gái của người đàn ông giàu có nhất Vương quốc, nhưng bà còn quá nhỏ để hiểu biết hoàn cảnh của mình. Trong thời gian nội chiến, bà ở bên cạnh mẹ mình. Vào tháng 7 năm 1469, một cuộc dàn xếp hôn nhân diễn ra khi chị gái của Anne là Isabel cưới George, Công tước xứ Clarence - em trai của Quốc vương.
Đến tháng 7 năm 1470, cha bà là Bá tước Warwick đổi phe khi mâu thuẫn với Edward IV, khi nhà vua ưu ái dòng họ ngoại thích của người vợ mới Elizabeth Woodville. Vốn dĩ từ trước, việc Quốc vương Edward IV cưới Elizabeth đã khiến cha bà đối với nhà vua có phần bất mãn, vì Bá tước Warwick đã sắp xếp cho Edward cưới Bona xứ Savoy, chị vợ của Louis XI của Pháp.
Dấy lên sự kiện Nổi dậy ở Lincolnshire năm 1470, Bá tước Warwick đã rất cố gắng đưa con rể là George, Công tước Clarence lên ngôi thay thế Edward IV, nhưng bị phản đối bởi Hội đồng Nghị viện nước Anh. Đầu năm 1470, Warwick tạo một cuộc nổi dậy hòng lật đổ Edward nhưng thua cuộc, và buộc phải né sang Pháp. Tại đây, Warwick phải chuyển qua liên minh với người đứng đầu nhà Lancaster khi ấy, Marguerite d'Anjou, Vương hậu Anh, vợ của Henry VI đang bị giam cầm. Để thực hiện được sự liên minh, Warwick hứa hôn Anne với Edward của Westminster, Thân vương xứ Wales, người kế vị nhà Lancaster. Hai người kết hôn ngay cuối năm ấy tại Nhà thờ lớn Angers. Việc liên tục đổi phe này khiến Bá tước Warwick được lịch sử gọi bằng danh xưng "The Kingmaker", và Anne trong lịch sử cũng được gọi thành The Kingmaker's daughter.
Có được liên minh với nhà Lancaster, Bá tước Warwick trở lại Anh và đưa Quốc vương Henry VI trở lại ngai vàng vào tháng 10 năm 1470, nhưng đến tháng 3 năm 1471 thì Edward IV trở lại London, nhanh chóng đánh thắng nhiều trận và bắt được Henry VI. Trong Trận Barnet, Bá tước Warwick bị giết vào ngày 14 tháng 4 năm ấy. Sau Trận Tewkesbury, nhà York thắng hoàn toàn trước nhà Lancaster, Quốc vương Henry VI bị giam trong Tháp Luân Đôn và chết không lâu sau đó. Có nhiều cáo buộc chính em trai của nhà vua là Richard, Công tước xứ Gloucester đã theo lệnh anh trai Edward IV ra tay giết Henry. Vương hậu Marguerite d'Anjou, Vương hậu Anh trở lại nước Anh cùng Vương công Edward và Anne vào tháng 4 với nhiều tốp viện binh. Trong Trận Tewkesbury, Quốc vương Edward IV đã đánh tan tác đội quân này, Vương công Edwward bị giết còn Anne Neville sau đó bị bắt giam. Tiếp theo đó, Anne Neville bị đưa đến Coventry và cuối cùng là nhà của George, Công tước xứ Clarence dưới sự giám hộ của anh rể và chị ruột của bà. Mẹ bà, Anne Beauchamp, đã lánh đến Tu viện Beaulieu, về sau bà lại muốn hội ngộ cùng các con gái nhưng đều bị từ chối.

### Với Richard xứ Glouchester

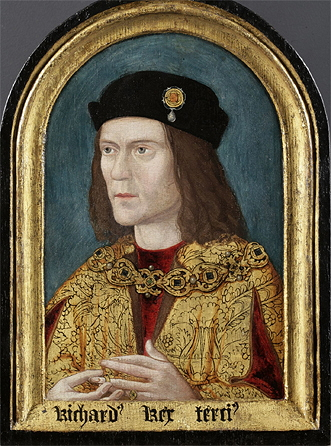
Richard, Công tước xứ Gloucester.

Góa phụ Anne Neville, người từng là Vương phi xứ Wales đến nay trở thành đối tượng tranh chấp giữa anh rể, Công tước Clarence với Công tước Gloucester, người rất muốn cưới Anne làm vợ. Khi ấy, Anne và Isabel thừa hưởng toàn bộ gia sản khổng lồ của cha mẹ, trong khi George muốn chiếm toàn bộ số của cải ấy, nên đã tự mình đứng ra thành "Người giám hộ" của Anne. Mục đích của Công tước Clarence là nhằm kiểm soát bà, không cho bà kết hôn vì khi đó bà sẽ có đầy đủ tư cách đòi phần thừa kế của mình.
Nhiều tài liệu sau đó chỉ ra rằng, Công tước Clarence sau đó giấu Anne trong một tầng bếp, khiến Công tước Gloucester không thể tìm ra bà ở đâu. Sau đó, Công tước Gloucester đã tìm được bà và đưa bà đến tuyên thệ tại Nhà thờ Thánh Martin le Grand. Để có thể chính thức cưới Anne, Công tước Gloucester đã quyết định từ bỏ toàn bộ quyền thừa kế của Warwick, bao gồm tước vị Bá tước Warwick và Bá tước Salisbury, cùng với chức vị Đại viên thị trấn nước Anh. Hôn lễ của Anne và Richard không rõ ràng, dù có vài thuyết chỉ ra là vào mùa xuân năm 1472 trong một thánh đường nhỏ tại Cung điện Westminster. Hai vợ chồng bà chuyển đến vùng gần Lâu đài Middleham, Yorkshire, sau khi Richard được ban chức vị Thống đốc miền Bắc. Thông qua cuộc kết hôn này, Anne trở thành Bà Công tước xứ Glocester. Con trai duy nhất của hai người, Edward được sinh ra vào khoảng năm 1473, hoặc năm 1476. Phu nhân Anne Beauchamp, sau thành công của con rể Công tước Gloucester thuyết phục Edwrad IV, đã được thả tự do và về sống cùng bà trong Middleham.
Năm 1478, Anne thừa hưởng tước hiệu "Lãnh chúa Glamorgan", một chức vị cao quý và đầy ắp của cải do cha bà truyền lại cho người chị, Isabel Neville. Do phụ nữ không thể nhận tước vị một cách độc lập, ngay lập tức tước vị này do chồng của Isabel là Công tước Clarence nắm giữ. Tháng 2 năm ấy, Công tước Clarence chết, tước vị này chuyển cho chồng của Anne là Công tước Gloucester, về sau lại chuyển cho Henry VII của Anh.

## Vương hậu nước Anh

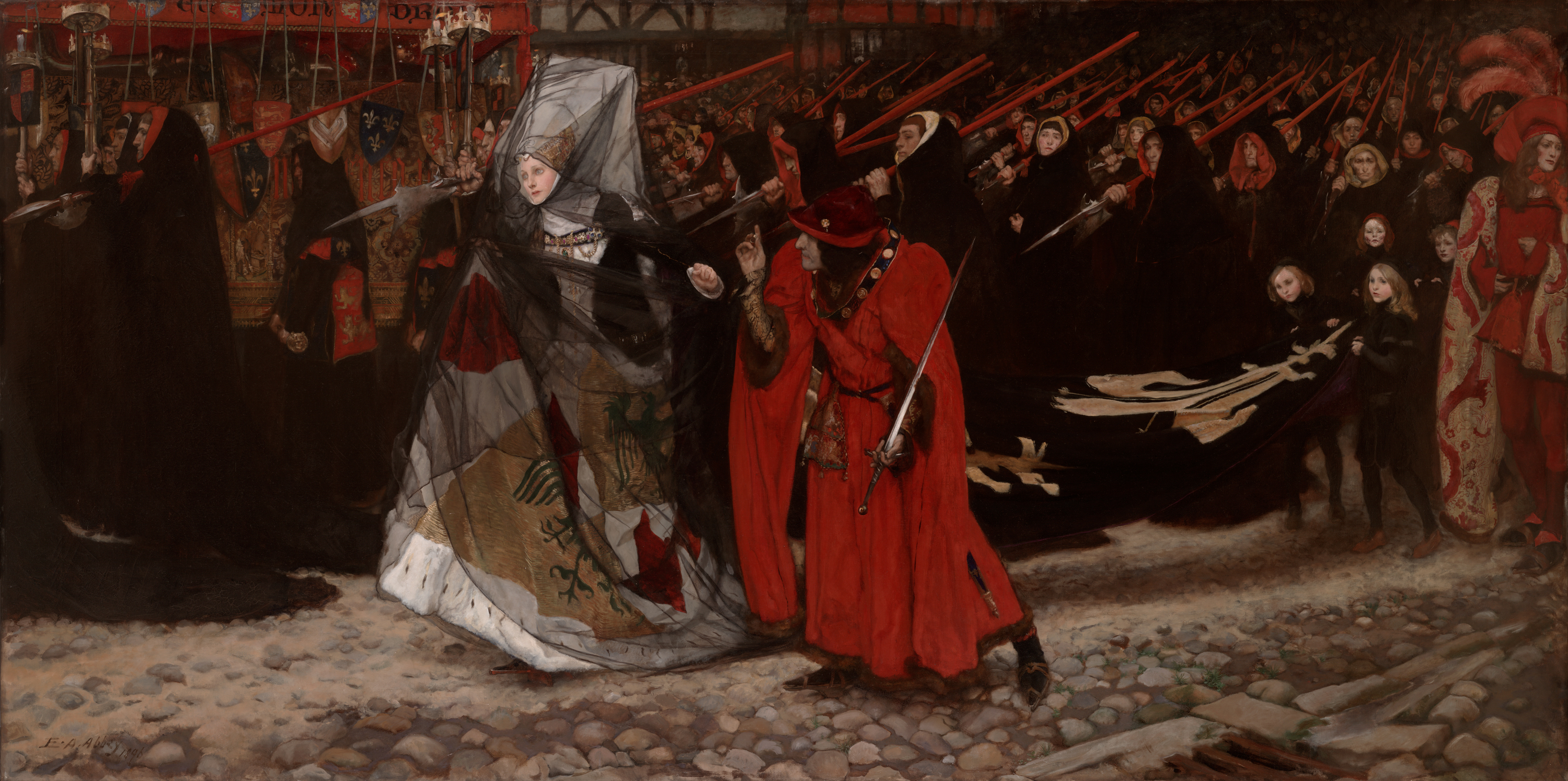
Lễ đăng quang của Richard III và Anne, vở Richard III, viết bởi William Shakespeare.

Ngày 9 tháng 4 năm 1483, Edward IV qua đời và Công tước Richard xứ Gloucester trở thành Bảo Hộ công cho người cháu 12 tuổi, Edward V của Anh. Nhưng ngày 25 tháng 6 năm ấy, Edward và các chị em gái đều bị xem là con bất hợp pháp sau tuyên bố của Richard và ông trở thành Quốc vương nước Anh, tức Richard III của Anh. Anne trở thành Vương hậu vào ngày 6 tháng 7 năm ấy cùng với chồng, cả hai được trao vương miện bổi Giám mục Thomas Bourchier. Hầu hết các quý tộc Anh đều tham dự buổi lễ đăng ngai cùng lúc này. Khi là Vương hậu, Anne Neville không có hoạt động chính trị gì nhiều, bà cùng mẹ chồng là Bà Công tước xứ York chuyên tâm về tôn giáo - công việc chuẩn mực của phụ nữ khi ấy - như bàn luận về các sách của Thánh Mechtilde thành Hackeborn.
Con trai của Richard và Anne, Edward của Middleham sau đó được phong làm Thân vương xứ Wales vào ngày 8 tháng 9 cũng trong năm ấy, khi đoàn diễu hành của Quốc vương và Vương hậu diễn ra trong nhiều ngày khắp lãnh thổ nước Anh. Tuy nhiên, vào tháng 8 năm 1484, Edward của Middleham đột ngột qua đời tại Sheriff Hutton, khi cha mẹ của Vương công đang trên đường từ Nottingham đến đó để thăm ông. Tin này đã làm đau lòng hai vợ chồng nhà vua, đặc biệt là Vương hậu Anne, khi bà ngã bệnh ngay sau đó. Sau cái chết của con trai, Anne miễn cưỡng chấp nhận Edward Plantagenet, Bá tước thứ 17 xứ Warwick, con trai của Công tước George xứ Clarence và chị gái Isabel Neville, làm người thừa kế của Richard III.
Năm 1485, vào ngày 16 tháng 3, Vương hậu Anne Neville đột ngột qua đời khi chỉ 28 tuổi, bà được suy đoán là do bệnh lao. Ngay trong ngày bà mất, xuất hiện hiện tượng nhật thực, như một điềm báo trước cho cái chết của chồng bà. Bà được chôn ở Tu viện Westminster, trong một ngôi mộ không được đánh dấu tại bên phải Bệ thờ lớn.
Quốc vương Richard III rất đau buồn vì cái chết của bà, song có tin đồn rằng chính ông đã ám hại bà để có thể cưới Elizabeth xứ York, con gái của Edward IV. Ngay lập tức, Richard đưa Elizabeth về quận Hutton và công khai bác bỏ tin đồn vào ngày 30 tháng 3 năm ấy và trong cuộc họp bàn với các Lãnh chúa cùng chư hầu, ông đã bày tỏ sự bác bỏ này bằng giọng nói rõ ràng rành mạch. Cũng trong tài liệu của Bồ Đào Nha, phát hiện đặc sứ của Richard III từng đến và bàn về một cuộc hôn nhân đôi giữa ông và Joanna, Nữ Thân vương của Bồ Đào Nha - chị gái Quốc vương John II của Bồ Đào Nha; song song đó là của Elizabeth (xứ York) với Công tước Manuel (Manuel I của Bồ Đào Nha).

## Văn hóa đại chúng

Tác phẩm kính màu ghép chân dung Richard III và Anne Neville tại Lâu đài Cardiff.

Anne Neville được mô tả trong vở Richard III, viết bởi William Shakespeare. Ngoài ra, một số phim cũng có bà vai chính, như:
- Richard III (1955), diễn bởi Claire Bloom.
- Richard III (1995), diễn bởi Kristin Scott Thomas.
- Looking for Richard, diễn bởi Winona Ryder.
- The White Queen, diễn bởi Faye Marsay.
- The Hollow Crown: The Wars of the Roses, diễn bởi Phoebe Fox.

### Tiểu thuyết
Anne Neville được mô tả trong rất nhiều tiểu thuyết, bà là vai chính trong các sách:
- Gladys Malvern, The Queen's Lady (1963), historical fiction for teen readers[21]
- Jan Westcott, Set Her On A Throne (1972)
- Frances Irwin, The White Pawn (1972)
- Frances Irwin, The White Queen (1974), sequel to The White Pawn
- Evelyn Hood, The Kingmaker's Daughter (1974)
- Hilda Brookman Stainer, The Kingmaker's Daughter (1978)
- Lesley J. Nickell, The White Queen (1978), reprinted in 2014 as "The White Queen of Middleham"
- Maureen Peters, Beggar Maid, Queen (1980)
- Philippa Wiat, The Kingmaker's Daughter (1989)
- Jean Plaidy, The Reluctant Queen: The Story of Anne of York (1990)
- Eleanor Mennim, Anne Neville, Queen of England (1999), a fictional biography
- Anne O'Brien, The Virgin Widow (2010)
- Philippa Gregory, The Kingmaker's Daughter (2012)
- Julie May Ruddock, A Daughter of Warwick (2012)
- Paula Simonds Zabka, Anne of Warwick The Last Plantagenet Queen (2012)
- Liz Orwin, The Maid's Tale: Anne (2016)

Hoặc là một nhân vật thứ chính, trong các tác phẩm:
- Olive Eckerson, The Golden Yoke (Coward-McCann, 1961)
- Margaret Davidson, My Lords Richard (1979)
- Rhoda Edwards, Fortune's Wheel (1978) and The Broken Sword (also titled "Some Touch of Pity", 1977)
- Anne Powers, The Four Queens (1977) (also known as The Royal Consorts (1978) or Queen's Ransom (1986))
- Sharon Kay Penman, The Sunne in Splendour (1982)
- Paula Simonds Zabka, Desire the Kingdom (2002)
- Sandra Worth's The Rose of York trilogy - Love and War (2003), Crown of Destiny (2006), and Fall From Grace (2007)
- Sylvia Charlewwod, King Richard III & Anne Neville: their love story (2015)